# 北海道道239号熊牛音更線
北海道道239号熊牛音更線（ほっかいどうどう239ごう くまうしおとふけせん）は、北海道上川郡清水町と河東郡音更町を結ぶ一般道道である。

## 概要

### 路線データ
- 起点：北海道上川郡清水町字熊牛（北海道道75号帯広新得線交点）
- 終点：北海道河東郡音更町字音更西（北海道道133号音更新得線交点）
- 総延長：24.3km

## 歴史
- 1957年（昭和32年）3月30日 - 141号として路線認定[1]。
- 1994年（平成6年）10月1日 - 路線番号を239号に変更[2]。

## 路線状況

### 重複区間
- 芽室町平和西（北海道道54号東瓜幕芽室線）

### 主な橋梁
- 音更町
  - 万年橋（然別川）＝字万年東 - 字東士狩西

## 地理

### 通過する自治体
- 十勝総合振興局
  - 上川郡清水町
  - 河西郡芽室町
  - 河東郡音更町

## 主な接続道路
清水町
- 北海道道75号帯広新得線 - 熊牛（起点）

芽室町
- 北海道道54号東瓜幕芽室線 - 平和西（重複）

音更町
- 北海道道214号川西芽室音更線 - 東士狩西
- 北海道道133号音更新得線 - 音更西（終点）